# 제임스 찰스
제임스 찰스(James Charles, 1999년 5월 23일 ~ )는 미국의 유튜버, 메이크업 아티스트이다.